# Споменик Јабучилу
Споменик Јабучилу је јединствена уметничка инсталација, приказ митског коња Јабучила, који се налази у комплексу средњовековне тврђаве Момчилов град и парка на Kалеу, у Пироту. По предању, крилати коњ Јабучило је био коњ Војводе Момчила, ујака Kраљевића Марка.
Споменик је поклон аутора граду Пироту, подигнут 2017. године, а аутор је вајар Зоран Мојсилов, пореклом из села Власи, а који живи и ради у САД. Мојсилов се деценијама бави просторним вајарством, имао је шест великих изложби широм света. Излагао је у двадесетак америчких држава, у Европи, у Србији, бившој Југославији и Француској.
Скулптура је направљена од камена, гвожђа и малтера. За израду скулптуре су, између осталог, коришћене и камене плоче из села Завоја и Гостуша на Старој планини, истим којим су покриване сеоске куће. Kамење које је из села Понор везиван је малтером од цемента и креча. Глава и крила су од камених плоча, причвршћених гвозденом арматуром, док крила имају распон од шест метара.